# Saint-Marcel-du-Périgord
Saint-Marcel-du-Périgord település Franciaországban, Dordogne megyében. Lakosainak száma 138 fő (2022. január 1.). Saint-Marcel-du-Périgord Cause-de-Clérans, Liorac-sur-Louyre, Saint-Félix-de-Villadeix, Val de Louyre et Caudeau, Sainte-Foy-de-Longas és Pressignac-Vicq községekkel határos.

## Népesség
A település népessége az elmúlt években az alábbi módon változott:
| Lakosok száma | 153  | 123  | 140  | 141  | 151  | 145  | 147  | 146  | 144  | 138  |
|               | 1968 | 1982 | 1990 | 2006 | 2013 | 2015 | 2017 | 2019 | 2020 | 2022 |